# Francisco Mangado

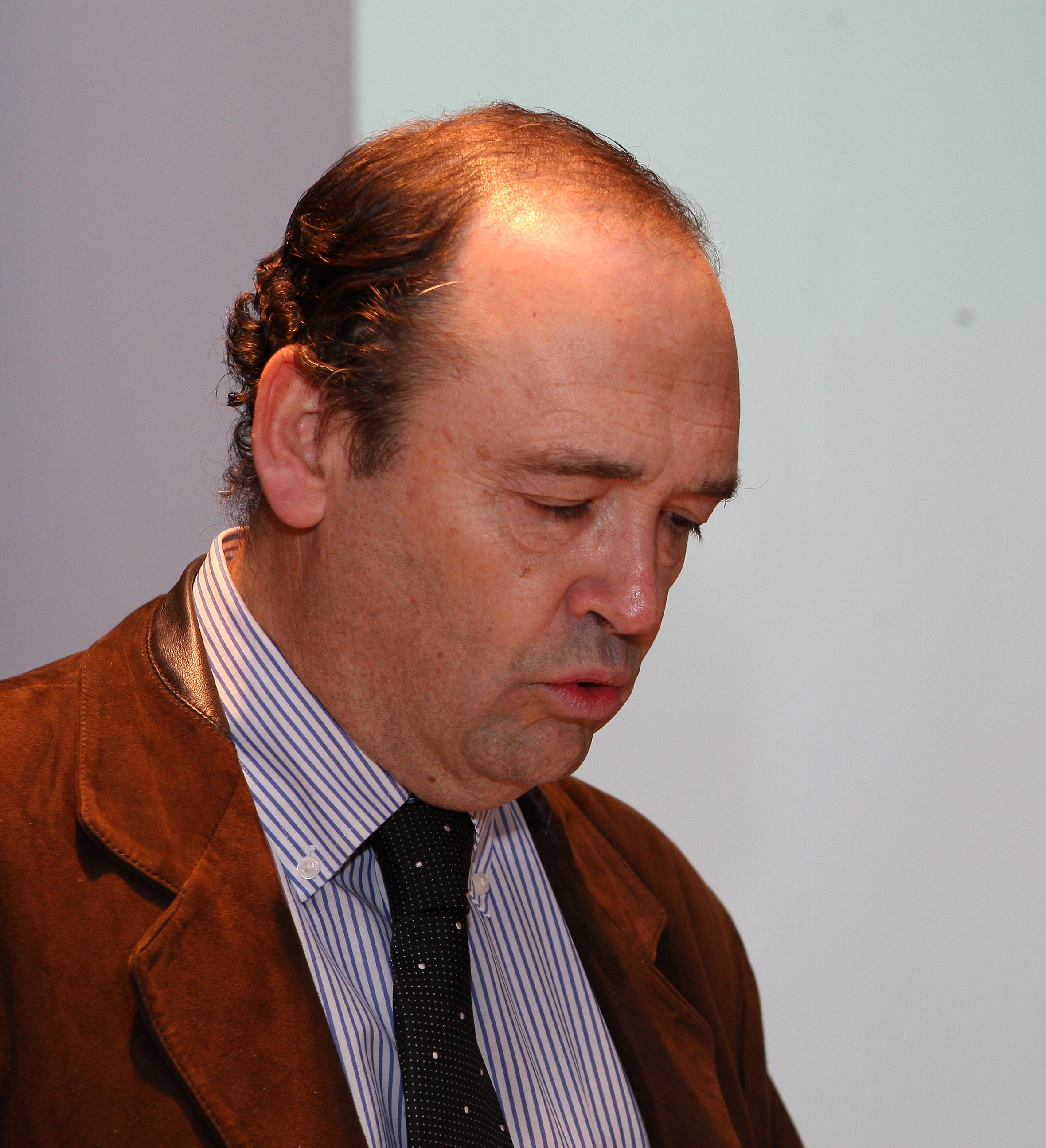
Francisco Mangado

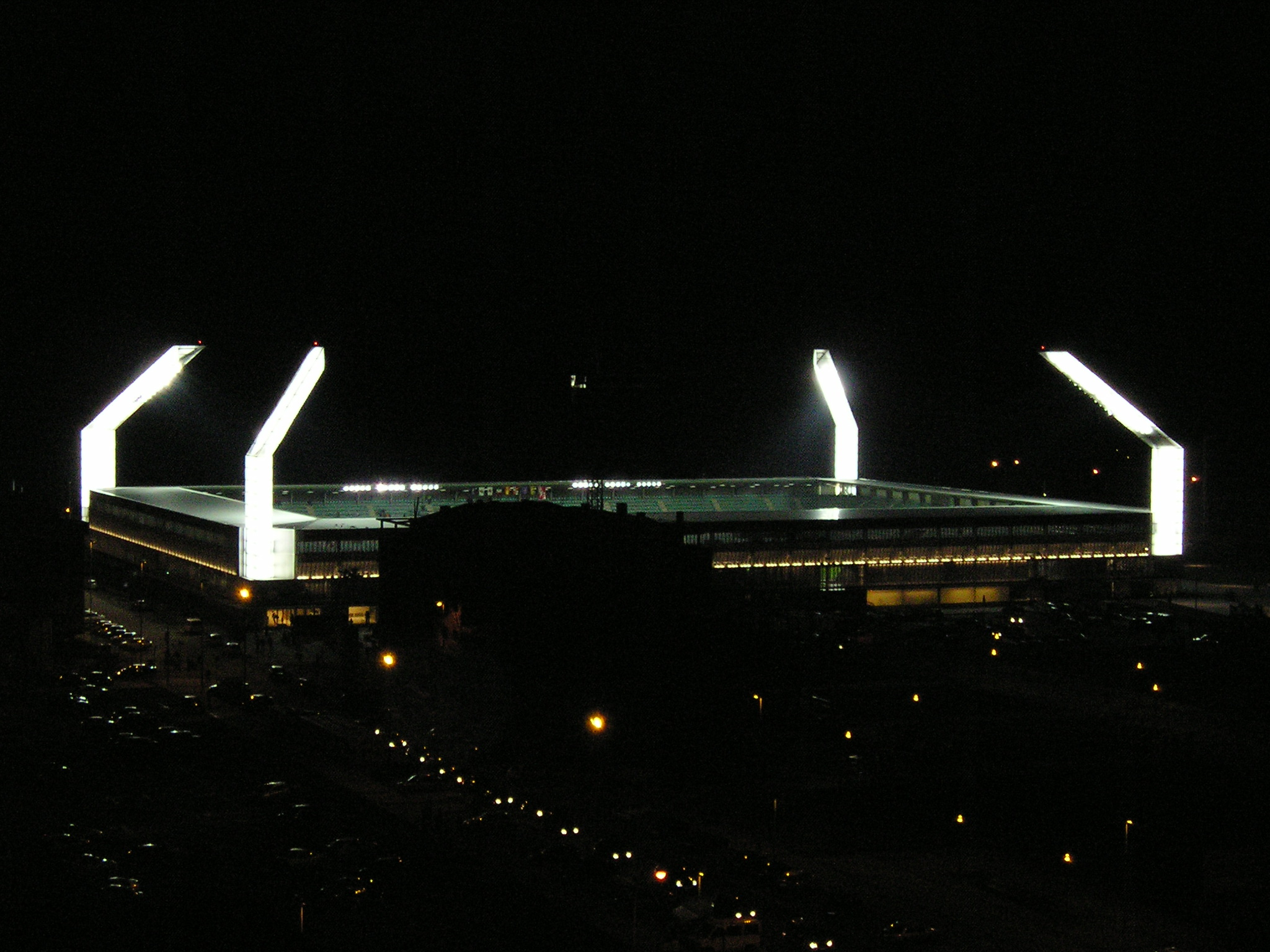
Estadio La Nueva Balastera, Valencia

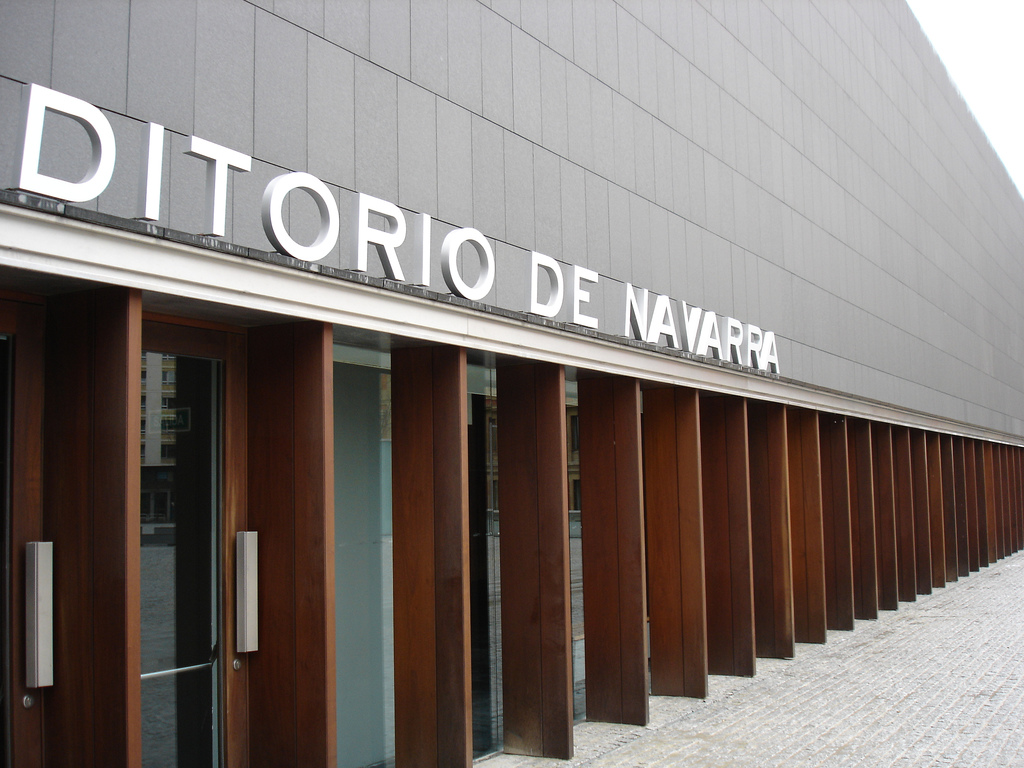
Palacio de Congresos y Auditorio de Navarra, Pamplona

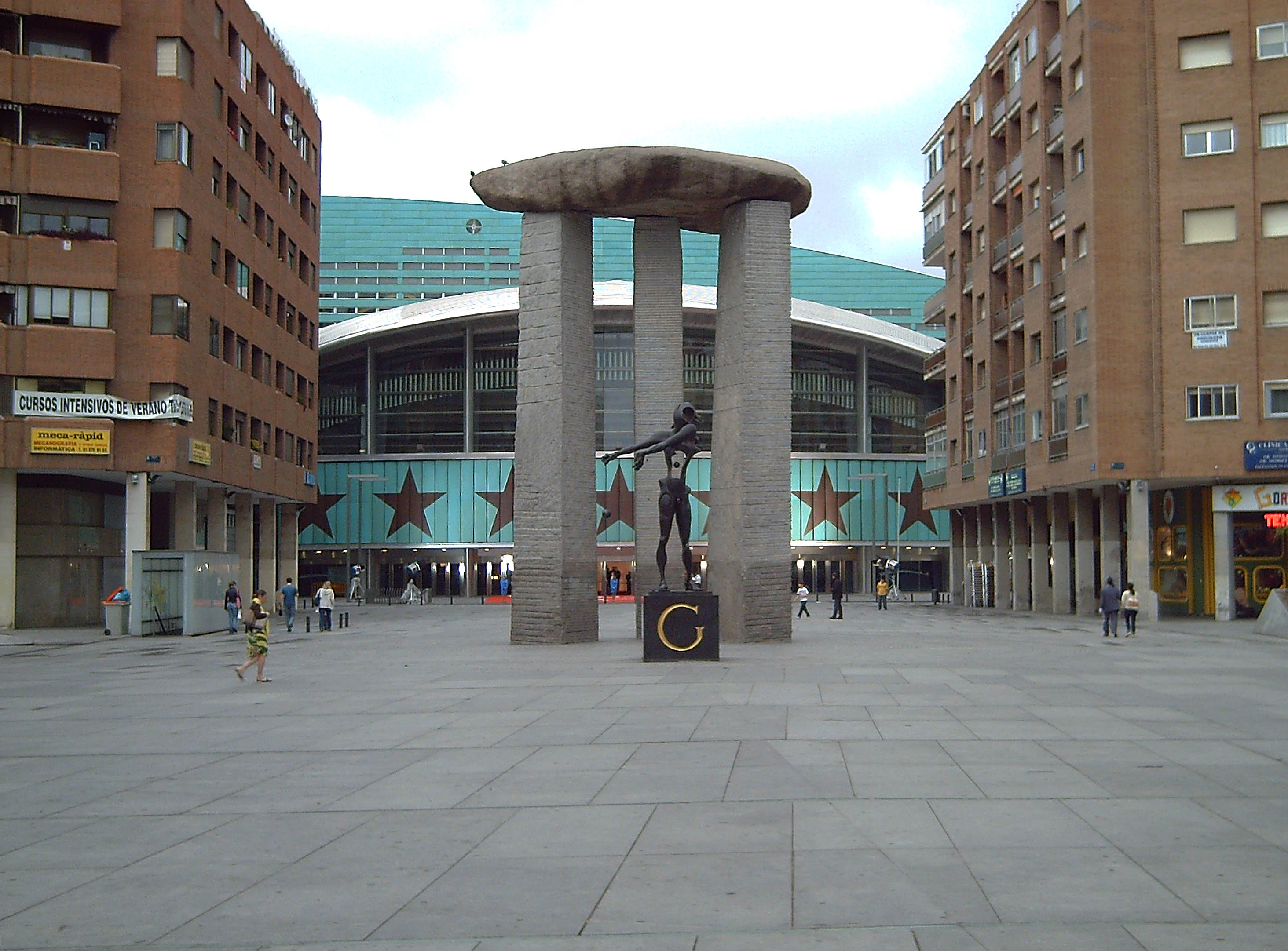
Plaza de Dalí, Madrid

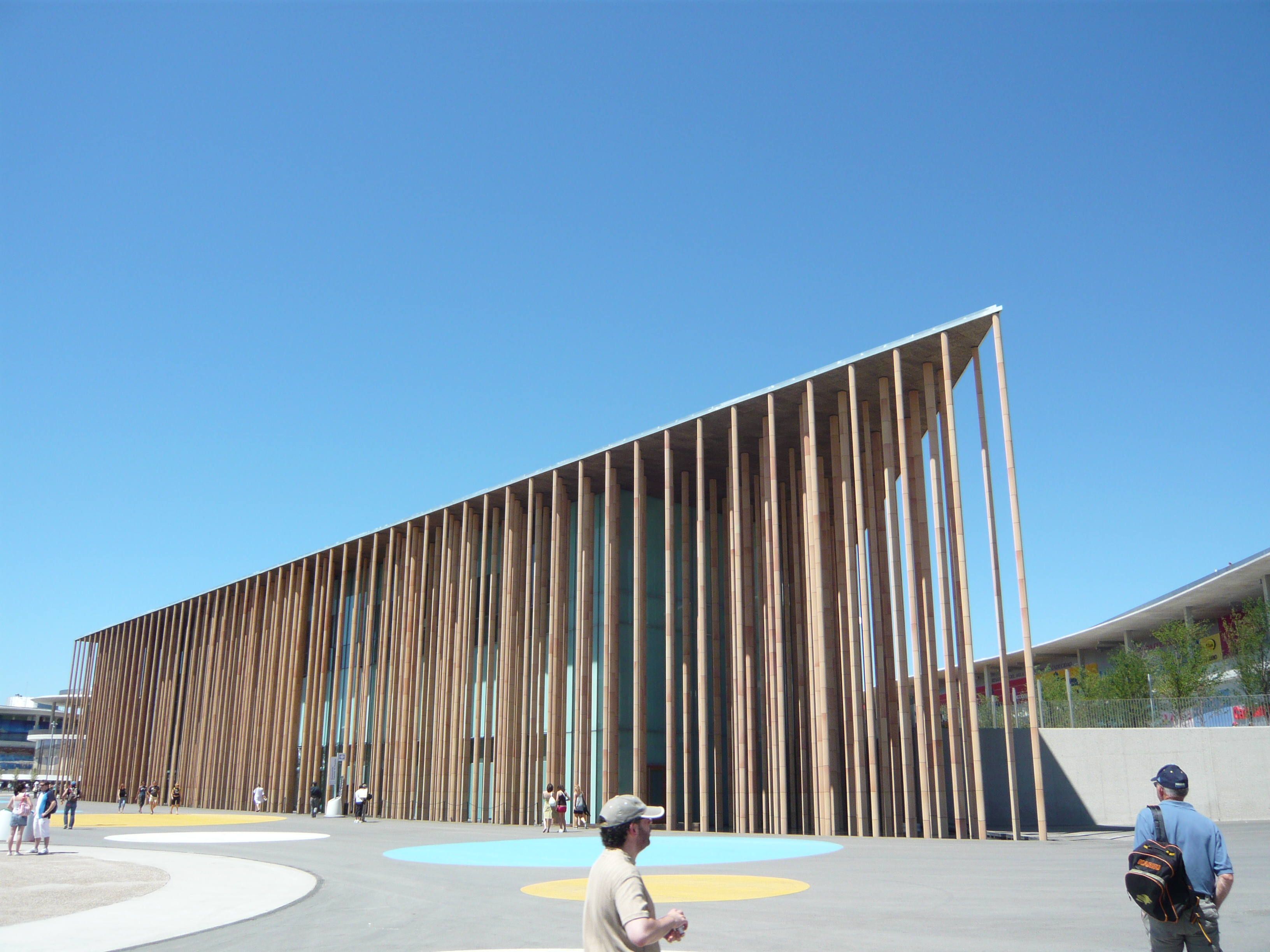
Pabellon España Expo 2008

Francisco "Patxi" Mangado Beloqui (* 1957 in Estella, Navarra) ist ein spanischer Architekt. 

## Leben
Francisco Mangado studierte Architektur an der Universität Navarra in Pamplona. Mangado war in den USA Gastprofessor an der Harvard University Graduate School of Design (GSD) und an der Yale School of Architecture in New Haven. Heute lehrt er an der Escuela Técnica Superior de Arquitectura de Navarra der Universität Navarra.
Bei der Expo 2008 in Saragossa, die unter dem Motto „Wasser und nachhaltige Entwicklung“ stand, wurde der „Spanische Pavillon“ (Pabellón de España) nach  seinen Plänen mit Regenwasser klimatisiert.

## Schriften (Auswahl)
- Francisco Mangado: Obras y proyectos, Barcelona : G. Gili, 2005 ISBN 8425220254 (es)
- Luis Fernández-Galiano; Francisco Mangado:  Pabellón de España. Expo Zaragoza 2008, Madrid : Arquitectura Viva, 2008
- Francisco Mangado : habitación y vivienda, Almería : Colegio de Arquitectos en Almería, 1998
- Francisco Mangado 1999-2009, Madrid : Arquitectura Viva, 2008

	.

## Bauten (Auswahl)
- Neugestaltung des Plaza de los Fueros in Estella
- Plaza de Carlos III in Olite
- Palacio de Congresos y Auditorio de Navarra in Pamplona
- Plaza de Salvador Dalí in Madrid
- Estadio de fútbol Nueva Balastera in Valencia
- Plaza Pey Berland in Burdeos (Frankreich)
- Archäologisches Museum in Vitoria-Gasteiz
- Centro Municipal de Exposiciones y Congresos in Ávila
- Palacio de Congresos in Palma
- Museo de Bellas Artes de Asturias in Oviedo, 2015.[1]